# Коккай-Гидзидомаэ (станция)

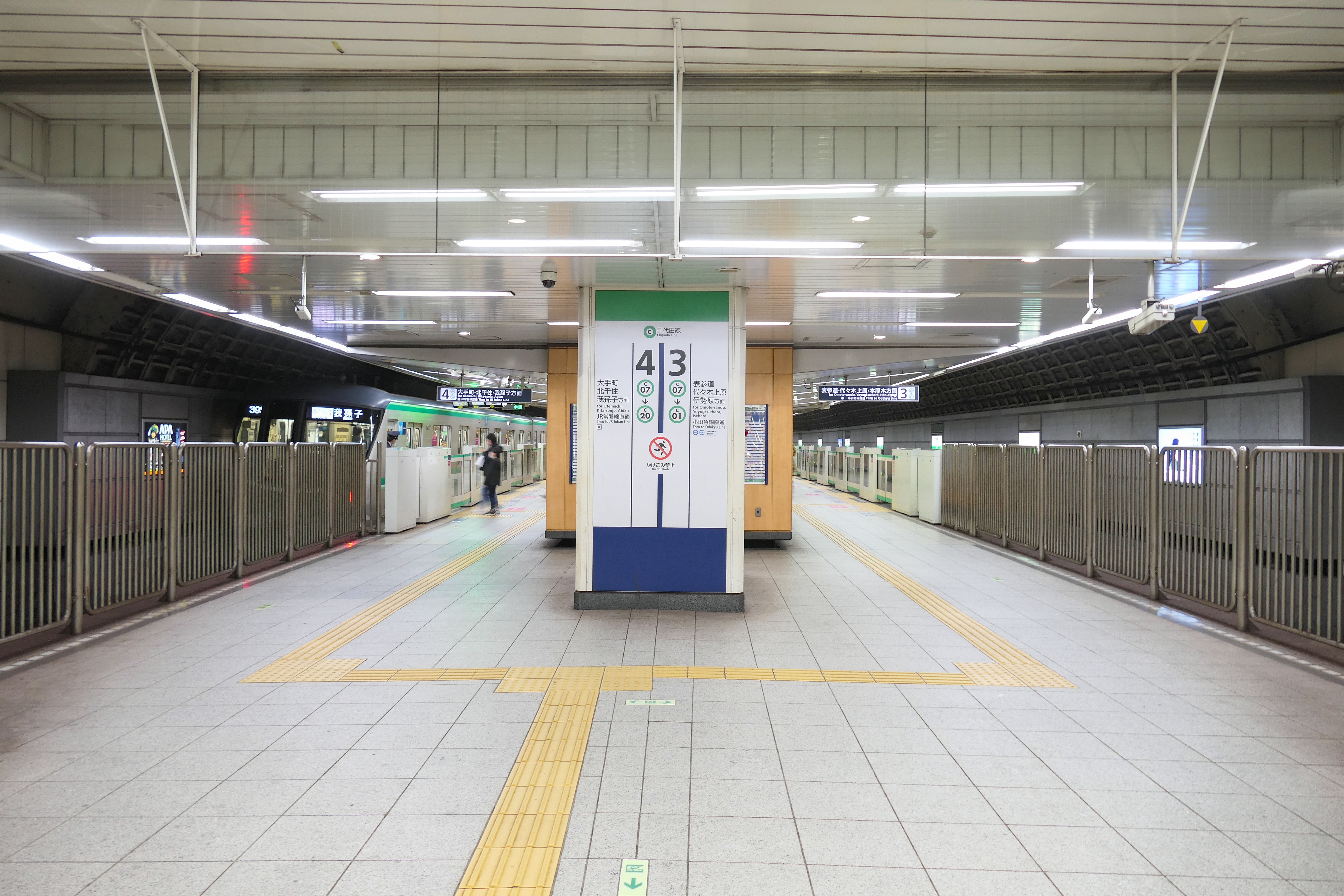
Платформа линии Тиёда

Станция Коккай-Гидзидомаэ (яп. 国会議事堂前駅 коккай гидзидо: маэ эки) — железнодорожная станция на линиях Маруноути и Тиёда, расположенная в специальном районе Тиёда в Токио. Станция обозначена номером C-07 на линии Тиёда и M-14 на линии Маруноути. Соединена подземным переходом со станцией Тамэикэ-Санно, что делает возможным пересадку без повторного прохождения турникетов. Неподалёку от станции расположено Здание Парламента Японии (яп. 国会議事堂 'кокай гидзидо:'). На станции установлены автоматические платформенные ворота.

## Планировка станции
Линия Маруноути: две платформы бокового типа и два пути.

Линия Тиёда: одна платформа островного типа и два пути.

| 1 | ○ Линия Маруноути | Синдзюку ・ Огикубо                                      |
| 2 | ○ Линия Маруноути | Гиндза ・ Отэмати ・ Икэбукуро                           |
| 3 | ○ Линия Тиёда     | Омотэсандо, Ёёги-Уэхара, Каракида (Линия Тама)           |
| 4 | ○ Линия Тиёда     | Отэмати, Кита-Сэндзю, Аясэ, Абико (JR East Линия Дзёбан) |

## Близлежащие станции
| «              |  | Линия           |  | »            |
| -------------- |  | --------------- |  | ------------ |
| Акасака-Мицукэ |  | Линия Маруноути |  | Касумигасэки |
| Акасака        |  | Линия Тиёда     |  | Касумигасэки |